# Donald E. Strout
Donald Everett Strout (* 24. August 1909 in Livermore Falls, Maine; † 3. Juli 1986 in Santa Fe, New Mexico) war ein US-amerikanischer Klassischer Philologe und Bibliothekar.

## Leben und Werk
Donald Everett Strout war der jüngste Sohn von Everett H. Strout und Sarah Muriel Rowell. Er wuchs in Livermore Falls auf, wo sein Vater eine Papiermühle der International Paper Company leitete. Donald Strout studierte ab 1926 Latein und Griechisch am privaten Bates College in Lewiston (Maine), wo er 1930 den Bachelorgrad erlangte. Das Masterstudium absolvierte er von 1930 bis 1931 an der University of Illinois at Urbana-Champaign. Dort schloss er unter der Ägide von William Abbott Oldfather ein Promotionsstudium an und wurde 1933 zum Ph. D. promoviert.
Von 1934 bis 1935 arbeitete Strout als Dozent für Latein und Deutsch am Ashland College in Ashland (Ohio). Am 1. Januar 1935 heiratete er die Philologin Ruth Calista French, die ebenfalls Doktorandin bei Oldfather war. Mit ihr zusammen verfasste er einige Artikel für Paulys Realenzyklopädie der klassischen Altertumswissenschaft (RE) über Sophisten und Lexikografen der Römischen Kaiserzeit.
Kurz nach der Heirat ging Strout mit seiner Ehefrau an das private Hastings College in Hastings (Nebraska) als Professor of Greek and Latin. 1938 wechselte er an die University of Michigan und schlug dort die Bibliothekarslaufbahn ein, während seine Frau als Dozentin nach Iberia (Missouri) ging. Strout arbeitete als Hilfsbibliothekar in der Fachbibliothek für Physik und erreichte 1940 den Bachelorabschluss (A. B.) im Fach Bibliothekswissenschaft. Anschließend arbeitete er bis 1942 an der University of Missouri Library, dann bis 1943 an der Indiana University Bloomington. Von 1943 bis 1948 war er Associate Professor für Bibliothekswissenschaft an der Indiana University Bloomington, wo ihn seine Frau als Forschungsassistentin begleitete. Sie absolvierte von 1944 bis 1945 ebenfalls eine Bibliothekarausbildung.
Donald E. Strout wurde 1948 Leiter der Bibliotheken an der University of Denver. Dort war er gleichzeitig stellvertretender Leiter (ab 1950 Leiter) der Graduate School of Librarianship, an der seine Frau Ruth eine Stelle als Associate Professor erhielt. Ihre Ehe wurde im Juli 1953 geschieden. Donald E. Strout ging im selben Jahr als Associate Professor der Bibliothekswissenschaft an die University of Illinois, wo er 1959 zum Professor ernannt wurde. Zum 1. September 1963 legte er seine Professur nieder und zog nach Forsyth (Missouri). Im akademischen Jahr 1964/65 war er Gastprofessor für Bibliothekswissenschaft an der Texas Woman’s University.
Donald E. Strout war in zweiter Ehe mit der Bibliothekarin Ruth Beamer verheiratet. Er starb in Santa Fe (New Mexico).
In der Klassischen Philologie ist Strout außer durch seine RE-Artikel nur durch seine Dissertation über die Sprache des Donatus bekannt, die 1933 im Auszug gedruckt wurde. In der Bibliothek trat er mit Spezialstudien zur Akzession und zur Situation wissenschaftlicher Bibliothekare hervor. Auf seine Anregung geht der „Strout Report“ zurück, der ab 1951 jährlich über Einstiegsgehälter, Absolventenzahlen und Bedarf an wissenschaftlichen Bibliothekaren berichtete und eine wichtige statistische Grundlage für die Entwicklung des Berufs in den USA darstellte. Strout engagierte sich in verschiedenen Berufsverbänden, darunter die American Library Association und die Association of American Library Schools.

## Schriften (Auswahl)
- The Latent Greek Element in the Technical Vocabulary of Donatus. Urbana, Illinois 1933 (Dissertation).
- The Role of Classification in the Modern American Library. Champaign, Illinois 1960.
- The Impact of the Library Services Act. Progress and Potential. Papers Presented at an Institute Conducted Jointly by the University of Illinois Graduate School of Library Science and the Library Services Branch, U.S. Office of Education. Champaign, Illinois 1962.